# 建通新聞
建通新聞（けんつうしんぶん、英語: Kentsu shinbun）とは、株式会社建通新聞社の発行する新聞である。

## 概要
建通新聞の題号で東京、神奈川、静岡、中部、大阪、岡山、香川、徳島、高知、愛媛の10版、また日刊建通速報の題号で静岡、四国の2版を発行しており、競合の日刊建設工業新聞と共に建設業界の全国紙として地位を確立している。発行部数は公称で約13万部。
日々の取材から得た公共工事関連の入札情報、法令関係ニュース、予算、発注見通などのニュースを新聞、インターネットでは建通新聞電子版、建築ナビを通して提供している。
民間工事や建設会社の動向ニュース、公共工事に参加するために必要な建設会社の経営事項審査の結果情報なども扱っている。